# Pétros Mavromichális (1765-1848)
Pour les articles homonymes, voir Pétros Mavromichális et Mavromichalis.
Pétros Mavromichális (en grec moderne : Πέτρος Μαυρομιχάλης), né en 1765 et mort le 17 janvier 1848, aussi connu comme Petrobey, (Πετρομπέης) est un homme d'État. Il est le dernier Bey (ou capétan) de la péninsule du Magne et un des dirigeants de la guerre d'indépendance grecque.

## Biographie
Il est issu d'une famille importante du Magne, les Mavromichális. La région bénéficie alors d'une large autonomie, la suzeraineté turque étant essentiellement limitée au versement d'un tribut. Il devient bey en 1815, après la déposition de son prédécesseur Theodóros Grigorókis par les autorités turques. Il est le premier membre de sa famille à parvenir à cette fonction, et le seul bey originaire de la région du Magne intérieur.
Il déclenche l'insurrection grecque dans la région en mars 1821, et conquiert Kalamata à la fin du mois, obtenant l'un des premiers succès grecs de la révolution. En 1821 il participe au siège de Tripolizza, puis à celui de Missolonghi en 1822.
Il préside l'Assemblée nationale d'Astros en 1823, et est alors nommé président de l'Exécutif. Il n'occupe cette fonction que pendant quelques mois, jusqu'au début de la première guerre civile grecque, début 1824 ; il est alors démis de ses fonctions par le Bouleutikó, mais rejoint à Tripolizza les opposants au nouveau gouvernement, pour la plupart ses anciens collègues de l'Exécutif, dont Kolokotronis. La situation des rebelles se détériorant et s'étant querellé avec Kolokotronis, il quitte la ville en avril et se réfugie dans le Magne, où quelques escarmouches eurent lieu entre ses troupes, celles du gouvernement et celles de certains de ses rivaux maniotes. Le 9 juillet, il attaque et pille la région de Kalamata. Une réconciliation eut à l'automne ; son frère Konstantínos obtient alors un siège dans l'Exécutif, fin novembre, après le décès et la fuite de deux de ses membres.
Il entre en conflit avec le gouverneur de Grèce à partir de 1828, Ioánnis Kapodístrias ; il est emprisonné sur son ordre en 1830. Ce différend est la cause de la mort de Kapodístrias, qui est assassiné par son frère Konstantínos et son fils Geórgios en 1831. Konstantínos est tué immédiatement, Geórgios exécuté après son arrestation.
Il a ensuite une carrière parlementaire. Il est nommé au Sénat du royaume de Grèce en juin 1844. Il a au moins cinq fils (dont deux meurent au combat, et un troisième est condamné à mort) et une fille.